# Xã Sherman, Quận Kearney, Nebraska
Xã Sherman (tiếng Anh: Sherman Township) là một xã thuộc quận Kearney, tiểu bang Nebraska, Hoa Kỳ. Năm 2010, dân số của xã này là 70 người.